# Unified international braille
Unified international braille, ook internationale braille of wereldbraille, is de internationale conventie die in 1878 tot stand kwam tijdens het internationale congres over werk voor de blinden (International Congress on Work for the Blind) en in 1951 verder werd verfijnd.
Het doel van het internationale braillesysteem is uniformiteit en een maximale verwantschap te handhaven tussen de verschillende brailleschriften wereldwijd. De meeste braillealfabetten zijn daarom niet gebaseerd op welke letters het meest voorkomen in de lokale taal, wat de voorgaande wijze was.
Braillesystemen die zich houden aan de conventies van de unified international braille zijn bijvoorbeeld het:
- Arabisch braille
- Bharati braille (India)
- Engels braille
- Frans braille
- Grieks braille
- Hebreeuws braille
- Indonesisch braille
- Nederlands braille
- Russisch braille
- Swahili braille